# (737) Арекипа
(737) Арекипа (исп. Arequipa) — астероид главного пояса, который относится к спектральному классу S. Он был открыт 7 декабря 1912 года американским астрономом Джоэлом Меткалфом в обсерватории Винчестера и назван в честь перуанского города Арекипа, где расположена всемирно известная обсерватория.

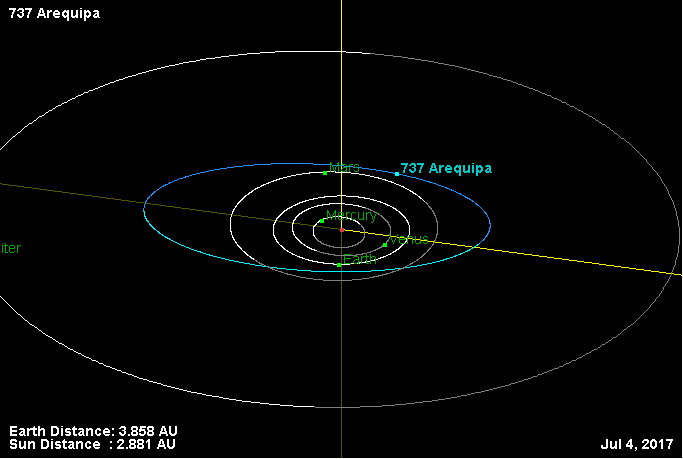
Орбита астероида Арекипа и его положение в Солнечной системе

Тиссеранов параметр относительно Юпитера — 3,345.